# Genetikailag módosított élőlények
Genetikailag módosított élőlény, (angolul Genetically Modified Organisms vagy röviden GMO) olyan élőlény, amelynek genomját (génállományát) molekuláris genetikai eljárásokkal módosították. E technológiákat rendszerint rekombináns DNS technológiának nevezik, közös jellemzőjük, hogy ismert bázissorrendű DNS szakaszokkal egészítik ki a genomot, nem véletlenszerűen tördelt, ismeretlen bázissorrendű DNS szakaszokat juttatnak az élőlény örökítőanyagába, ahogy az a régebbi nemesítési módszerek során történik. A transzgenikus élőlények esetében ugyanabból, vagy más fajból származó géneket ültetnek be a GMO-ba, tehát olyan génkombinációt hordozó lényt hoznak létre, amely a természetben is létrejöhetett volna horizontális génátvitellel. A „GMO” fogalom kapcsán többnyire ilyen transzgenikus lényekről van szó, de valójában nem minden GMO transzgenikus lény. A genetikai manipuláció rendszerint a zigótát vagy az ivarsejteket, esetleg az ezekben is öröklődő sejtszervecskéket (színtestek, mitokondrium) érinti, ezért a GM szervezetek utódai is GM szervezetek (vagy csak egy hányaduk az), így egyszeri beavatkozással tartósan továbbtenyészthető (-termeszthető) GM fajták hozhatók létre. Olykor a genetikai manipuláció csak a szomatikus sejtek egy részére terjed ki, ekkor annak eredménye nem öröklődhet.

## Génmódosított mikrobák
Viszonylag egyszerű genetikai felépítésük miatt a baktériumok voltak az első szervezetek, melyek genetikai kódját módosították.

### Katonai felhasználás
A biológiai fegyver céljára termelt emberi kórokozók hatékonyabbá tehetők genetikai manipuláció által. Így például a Szovjetunió illegális biofegyver programjában antibiotikumok elleni rezisztencia-géneket ültetett a tömegtermelésre szánt pestis és tularémia baktériumokba, valamint létrehozott „kiméra-jellegű”, hibrid kórokozókat is.

### Gyógyászati felhasználás
A GM baktériumok egyik legfontosabb szerepe a gyógyászati hasznú emberi fehérjék tömegtermelése. Emberi gént hordozó GM baktériumok állítják elő például azt az inzulint, amivel a cukorbetegség tüneteit kezelik. Szintén GM baktériumokkal termeltetnek olyan véralvadási faktort, amellyel a vérzékenység tüneteit, illetve olyan növekedési hormont, amellyel a növekedési zavarokat kezelik. A baktériumok által termeltetett emberi fehérjék lényegesen biztonságosabbak, mint a korábbi készítmények, amelyek holttestekből kivont fehérjék voltak, és ezért AIDS, hepatitis C és Creutzfeldt–Jakob-szindróma fertőzés kockázatával jártak.
A szájunkban élő Streptococcus mutans cukrot fogyaszt és olyan savat termel, amely fogszuvasodást okoz. A közelmúltban e baktérium olyan változatát hozták létre, amely sav helyett etanolt termel. Feltételezések szerint a fogszuvasodás megelőzhető volna, ha szájunk természetes baktériumflóráját e GM baktériumokkal helyettesítenénk.

## Növénynemesítési felhasználás

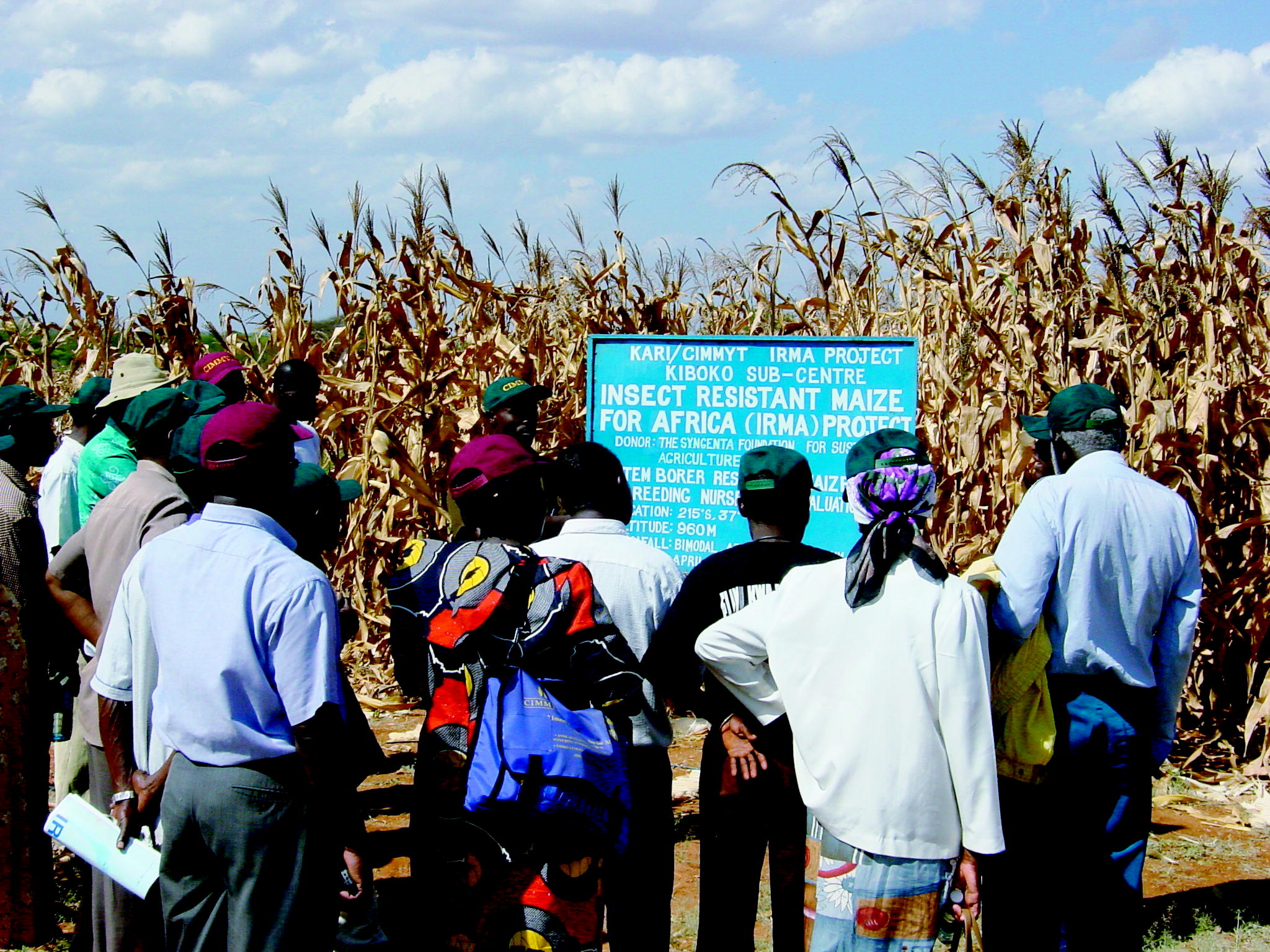
Bt kukoricát szemlélő gazdák Kenyában

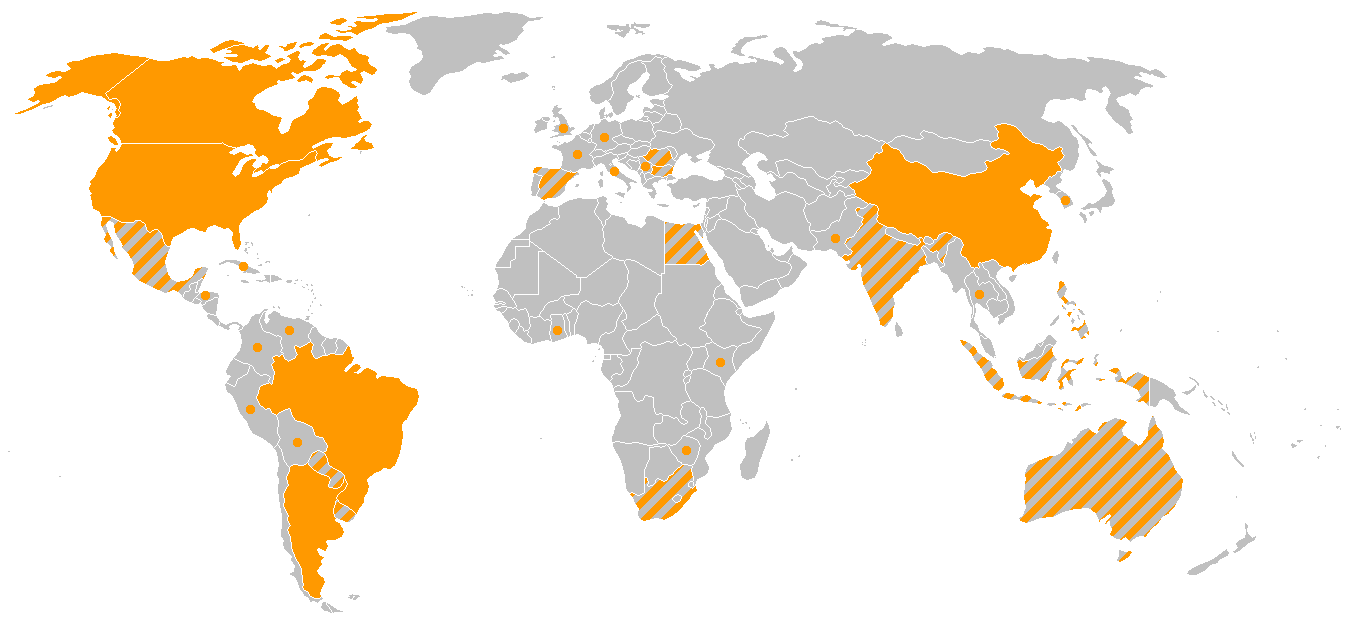
A GM növények termesztése a világban 2005-ben. A termés 95%-a 5 nagy országból származott: narancs, további termelő országok: sávozott, kísérletek folytak: petty.

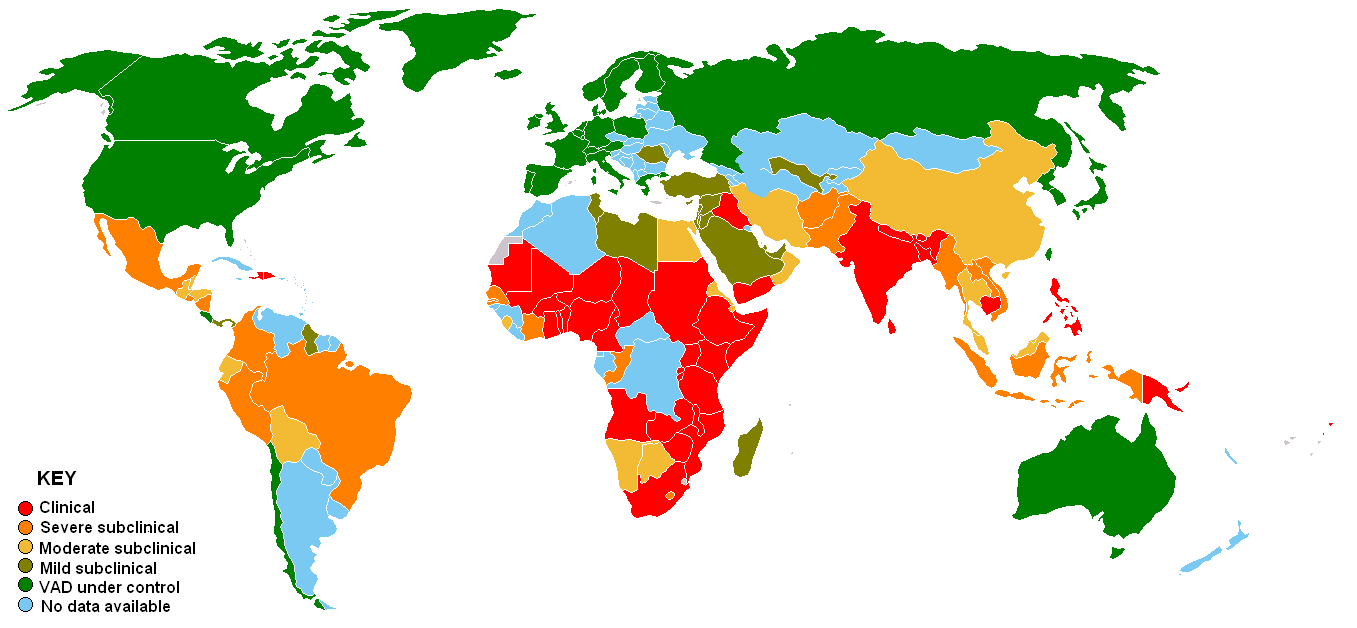
Az A-vitamin hiány elterjedtsége a világban a WHO szerint

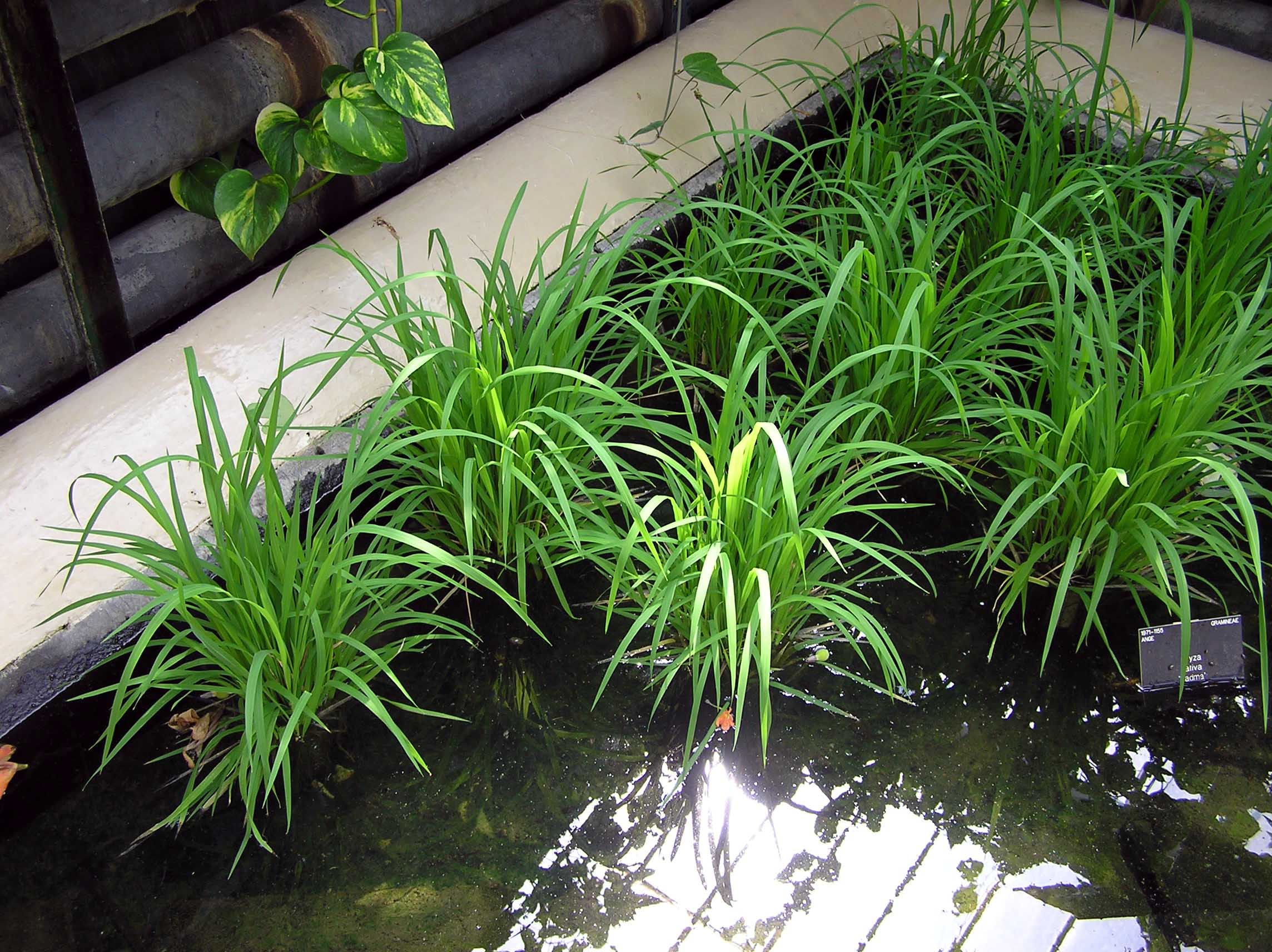
Aranyrizs elnevezésű transzgén növények, a szabadalomtulajdonosok lemondtak mindenféle jogukról

A transzgenetikus növények által a nemesítők többféle célt érhetnek el, például fokozhatják a gyomirtószerekkel vagy a rovarokkal szembeni ellenálló képességet, növelhetik a szárazságtűrést, vagy javíthatják a termés táplálkozástani értékeit, például vitamin-tartalmát. Az első GM növények 1992-ben kerültek forgalomba, a Flavr Savr paradicsom. Szintén korai fejlesztés a Bacillus thuringiensis baktérium toxinját (=Bt toxin) hordozó kukorica fajták, melyek egyes rovarfajok károsításával szemben ellenállóak.
Ma már számos új, ezeknél sokkal fejlettebb fajta vár bevezetésre. Jelenleg nagyüzemi termesztésben van néhány gyomirtóknak ellenálló és rovarrezisztens GM szója-, gyapot-, repce- és kukoricafajta.
 A GMO-k mezőgazdaságban történő felhasználásának indokai között egyebek mellett a kevesebb növényvédőszer felhasználásával elért nagyobb terméshozamot szokták felhozni. Ezzel az állítással szemben több kutatás (pl. Jack Heinemann vizsgálatának eredménye) ellentétes következtetésre jutott.
Az ún. aranyrizs a rizs (Oryza sativa) olyan GM változata, mely béta-karotint termel, ami az A-vitamin prekurzora. Alkotói szerint ez jelentősen enyhíthetné az egyes trópusi országok szegény lakosságának egészségügyi gondjait. Az A-vitamin hiánya ma világszerte több millió gyermek egészségét károsítja, és évente 250-500 ezer gyermek megvakulását okozza, legnagyobb arányban Délkelet-Ázsia és Afrika szegény, főként rizsen élő lakosságában. Az aranyrizs termesztését jelenleg csak a Fülöp-szigeteken engedélyezték, többnyire a Greenpeace tiltakozása miatt, amely minden genetikai manipulációt ellenez. A legújabb kutatások eredményei szerint viszont ez az "aranyrizs" olyan kevés béta-karotint tartalmaz, hogy az nem igazolja e génmódosított rizs tápláló hatásával kapcsolatos állításokat, azonban az aranyrizs kettes változatából már elég egy csésze, hogy fedezze a napi A-vitamin bevitelt.
A MOL vezető közgazdásza szerint a bio-üzemanyagok előállításához alkalmas energianövények nemesítésében jelentős szerepe lesz a géntechnológiának.
A génnemesítési eljárással létrehozott életképes növények ugyanúgy szabadalom által védett szellemi termékek, mint az egyéb, fajtaoltalom alatt álló nemesített élőlények. A szabadalom tulajdonosai többnyire nagy multinacionális cégek, sok országban, köztük hazánkban is, elkeseredett küzdelem folyik a fajták termesztésének bevezetését szorgalmazó tulajdonosok, illetve a környezetvédelmi mozgalmak és hatóságok között. Ez utóbbiak a nagyüzemi termesztés bevezetését legfeljebb csak alapos környezettudományi vizsgálatok előzetes elvégzése után tartják elképzelhetőnek. A GM élelmiszerek termesztése problémás lehet a modern mezőgazdaságot nélkülöző szegényebb országokban, illetve a szabadalmi jogok külföldi tulajdona is problémákhoz vezethet.

## A GMO szabályozása

### Egyesült Államok
Az első szabályozások (ajánlások formájában) 1986-ban jelentek meg. A szabályozás kezdetben rendkívül szigorúan indult. Minden a laboratóriumon kívüli alkalmazást, felhasználást előzetes hatósági engedélyhez kötöttek. 1992-ben a FDA (Food and Drug Administration) döntése alapján a szabályozás enyhült. A GM növényekből készült élelmiszerek nem igényelnek külön eljárást, elegendő azokat a többi élelmiszerekkel azonosan ellenőrizni. A rendelkezés bevezetése után több mint 20 új paradicsom fajta jelent meg a piacon. 1997-ben további enyhítés történt. 1997 óta nem szükséges engedély a GMO-k szántóföldi kísérleteihez, de a bejelentési kötelezettség fennmaradt.

### Európai Unió
Az EU 1990-ben fogalmazta meg az első szabályozásokat. GMO-t előállító laboratóriumok szabályozása a 90/219/EEC, a szabadföldi kísérletek szabályozása a 90/220/EEC, a GMO élelmiszerek szabályozása a 90/257/EEC ajánlással történt. Az EU-ban, az USA-tól eltérően, minden országban csak államilag elismert fajták kerülhetnek köztermesztésbe. A fajtaelismerés Európában 1-3 évet igényel. Minden európai ország külön, maga törvénykezik a GMO-ról, ezért az EU szabályok csak ajánlások. Mindezek hosszú és bonyolult eljárásokat eredményeznek. Konfliktusok alakulnak ki a különböző országok különböző érdekei miatt.
Az Európai Unió 2004 májusában oldotta fel a genetikailag módosított terményekre vonatkozó hatéves tilalmat, s egyben megszabta azok szigorú engedélyezési és címkézési szabályait. Ennek ellenére több uniós tagország egészségügyi és környezetvédelmi megfontolásokból nem járul hozzá a genetikailag módosított élelmiszerek behozatalához és forgalmazásához, akaratukat azonban Európai Unió szinten nem tudták érvényesíteni. Az Európai Bizottság egyelőre csupán a Monsanto által gyártott MON810 kukoricafajta termesztését engedélyezte. 2010-ben Magyarország, Ausztriával, Bulgáriával, Ciprussal, Hollandiával, Írországgal, Lettországgal, Litvániával, Máltával és Szlovéniával közösen követelte, hogy a tagországok egyedileg dönthessenek a GM növények termesztéséről. Az Európai Unió emellett figyelmet fordít a keresztbeporzás megelőzésére is, aminek megelőzésére a GM és nem GM növények között üres területek bevezetését javasolja, ennek nagysága azonban országról országra változhat. Az uniós szabályozás emellett megengedi a GM mentes zónák létesítését is.

### Magyarország
A magyar parlament 1998-ban fogadta el a kérdést szabályozó jogszabályt: a géntechnológiai tevékenységről szóló 1998. évi XXVII. törvény, ami 1999. január 1-jével lépett hatályba. A törvény az engedélyezésre Géntechnológiai Hatóságot hozott létre. Minden GMO-val kapcsolatos tevékenység engedély köteles. Az elbíráló, ahova az engedélyért folyamodni kell, a Géntechnológiai Eljárásokat Véleményező Bizottság. Jelenleg is folyik a vita a genetikailag módosított növényekkel kapcsolatos szabályzásról. A GM fajták termelése jelenleg tiltott.
Az érvényes európai jogszabályok hazánkban is előírják, hogy minden 0,9% feletti GM alapanyagot tartalmazó terméken jelölni kell, hogy az genetikailag módosított összetevőt is tartalmaz.
Hazánkban jelenleg (2008) moratórium tiltja a GM növények szabadföldi termesztését, és az 5 parlamenti párt teljes egyetértésben támogatja e moratórium fenntartását. E szokatlan ötpárti egyetértés részben az Országgyűlés szakértői szervezeteként működő "GMO Kerekasztal" munkájának eredménye. E kerekasztalt Dudits Dénes akadémikus, az MTA élettudományi alelnöke és a Szegedi Biológiai Központ főigazgatója „hithű, biotechnológiát ellenző aktivisták” olyan csoportjának tekinti, akik a „GM növények kiátkozását teljes meggyőződéssel hirdetik”, noha „szakmai korlátaik nyilatkozataikban jól tetten érhetők”, miközben a testület „nem átall alantas eszközöket támogatni , "hogy a legabszurdabb jogi trükkökkel akadályozzák a képviselők korrekt, tudományos hitelű tájékoztatását”. A génmódosított növények magyarországi megítéléséről – Kerekasztal aktív részvételével – közéleti viták zajlanak .
Magyarország alaptörvénye szerint Magyarország a testi és lelki egészséghez való jog érvényesülését – többek között – genetikailag módosított élőlényektől mentes mezőgazdasággal is elősegíti.

#### GM kukoricafajták körüli vita Magyarországon
A legélesebb hazai GMO-vita egyes kukoricafajták szántóföldi termesztésének engedélyezése vagy tiltása kapcsán alakult ki. Az érveket prof. Heszky László akadémikus (Szent István Egyetem, Genetikai és Biotechnológia Intézet) cikke nyomán az alábbiakban összegezzük.
E fajtákban több, bakteriális eredetű gén kap szerepet: az ún. PAT gén egy totális gyomirtóval (glufozinát) szembeni ellenálló képességet, a Cry1 toxin génje a kukoricamoly lárvákkal szembeni védelmet, végül a Cry3 gén a kukoricabogárral szembeni ellenálló képességet biztosíthatja. (Ez utóbbi két gén a Bt toxin egy-egy változatának termeléséért felelős.)
Előnyök:

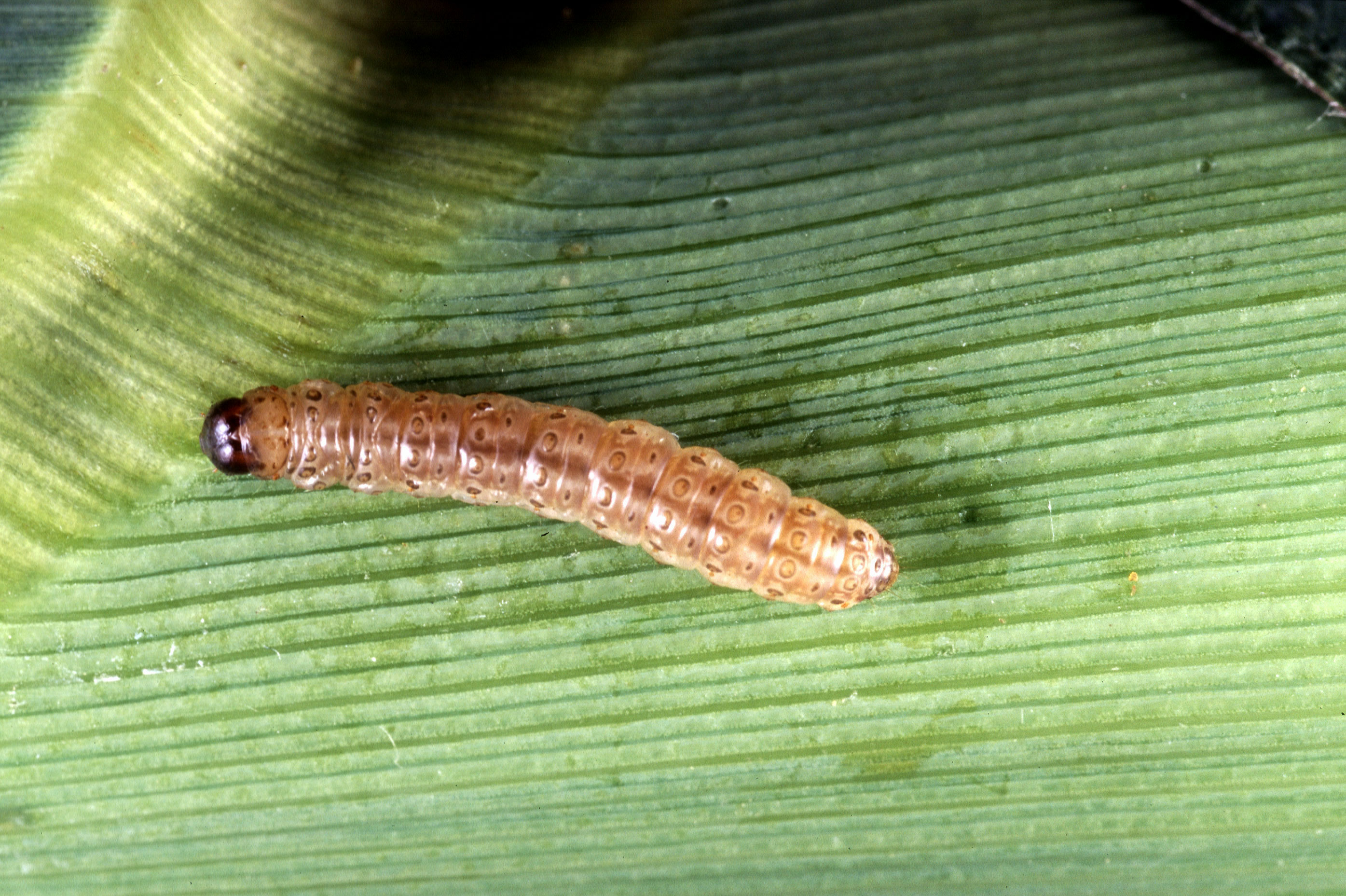
Kukoricamoly hernyója a kukorica levelén.

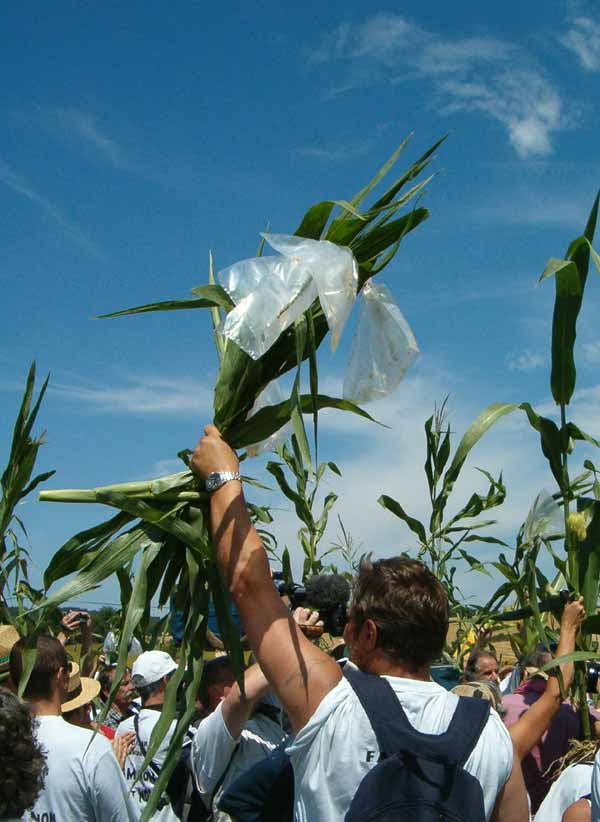
GMO-ellenes francia aktivisták

- a gyomirtás totális gyomirtószerekkel könnyen megoldható;
- a gyomirtás a más gyomirtókkal szemben rezisztens gyomokkal szemben is hatékony;
- vetésforgó nélkül, monokultúrában is termeszthető;
- a vetőmag és a hozzávaló gyomirtó egy csomagban kapható;
- moly- vagy bogár-kártétel esetén, vegyszerezés nélkül többlettermés nyerhető;
- a különböző genetikai fejlesztések ma már egyazon fajtában egyesítve is kaphatók;
- megtakaríthatók a permetezési és vegyszer-költségek.
- a kukoricamoly elleni hatékonyabb védekezés következtében a termés általában kevesebb rákkeltő mikotoxint tartalmaz[23]
- mivel a Bt-toxint a növény termeli, a nem-kártevő ízeltlábúak között sokkal kevesebb kárt okoz, mint a hagyományos, vegyszeres rovarirtás[24]

Kockázatok – dilemmák:
- kialakulnak a totális gyomirtókkal szemben rezisztens gyomnövény-változatok – bár ezek minden eddigi gyomirtóval szemben is kialakultak, amelyeknek semmi közük sem volt a rekombináns DNS technológiához;
- kialakulnak a kukorica Bt toxinjaival szemben rezisztens moly- és bogár-változatok – bár ezek akkor is kialakulnak, ha nem használunk génmódosított terményeket, csak a baktérium által termelt Bt-toxint;
- a szél által terjesztett pollen (virágpor) a szomszédos, hagyományos állományokban is termékenyít, ez a hagyományos fajták termelőinek és különösen a biotermesztőknek gazdasági kárt okoz (az ő termékeiket is GM-tartalmúnak kell megjelölni, piaci veszteségüket a GM termelőnek kell megtérítenie) – igaz ugyan, hogy Magyarországon a kukorica vetőmag felújítás még a Magyar Fajtaoltami Zrt. adatai szerint is közel százszázalékos, így minden gazda minden évben friss vetőmagot vásárol a gyártótól;[25]
- hiányoznak a tapasztalatok a totális herbicidek talajra és élővizekre gyakorolt hatásairól – bár ez ugyanígy igaz az összes többi növényvédőszerre is, amelyeknek semmi köze sincs a biotechnológiához;
- nincsenek tapasztalatok a Bt kukorica tartós termesztésének hatásairól, főként nem a Kárpát-medencéből, noha az egy elkülönült biogeográfiai régió, de egyes tanulmányok szerint védett lepkék állományait veszélyezteti – bár még mindig kevésbé környezetkárosító, mint a hagyományos, rovarirtópermetezésen alapuló növényvédelem;[26]
- a GM vetőmag drága – bár egyrészt gyártó árképzése során arra törekszik, hogy a többletnyereséget megfelezze a gazdákkal, hogy mindketten jól járjanak, másrészt a szabadalmi védettség lejártával (általában húsz év) bárki ingyen használhatja a technológiát;
- a GM hibridek termelőjének évente új vetőmagot kell vásárolnia, előző évi terméséből nem vethet – bár a Magyar Fajtaoltalmi Zrt. adatai szerint a kukorica esetén a vetőmagfelújítás közel száz százalékos, vagyis jelenleg is minden termelő minden évben új vetőmagot vásárol, mivel a hibrid vetőmag technológiával elérhető hasznon messze magasabb, mint a vetőmag költsége;[27]
- a GM hibridek termelése jelentős adminisztratív terhekkel és járulékos beruházásokkal jár (tanfolyam végzése, külön terménytároló stb.) – bár ennek semmi köze sincs a technológiához, az adminisztratív terhek a jogi szabályozás termékei;
- a legújabb hibridek már több bakteriális gént együttesen tartalmaznak, ezek együttes hatása azonban nem kellően ismert – mint ahogy egyetlen új nem-GM kukoricafajta hatása sem ismert a legkevésbé sem;
- a GM fajták termesztésének esetleges engedélyezése a hazai növénynemesítők és a hazai vetőmagtermesztés háttérbe szorulását eredményezné, ami hazánk gazdasági kiszolgáltatottságát növelné – vagy esetleg jelentős hasznot hajthatna, ha a meglévő biotechnológiai kutatóintézeteinkkel beszállnánk ebbe a felfutó iparágba

Összességében természetesen nem az érvek és ellenérvek darabszáma számít. Ez a hazai esettanulmány segíthet megérteni azokat a dilemmákat, amelyek a GM fajták bevezetése vagy tiltása kapcsán világszerte felmerülnek, amelyek fő csoportjai: gazdasági hatás, pl. évről évre új vetőmag vásárlásának kényszere, az emberi egészségre gyakorolt hatás, illetve az élővilág többi részére, pl. talajlakó szervezetekre gyakorolt hatás. Ezen felül, mivel a génmódosított növények alkalmazása általában az ipari mezőgazdaság részeként történik, ez utóbbira vonatkozó összes kritika vonatkozik a génmódosított növényekre is.
A GMO-k felhasználása elleni kritikák egyike sem érintik a gyógyászati célú alkalmazást, azokat túlnyomórészt a géntechnológiai eljárással mezőgazdasági célzattal létrehozott élő szervezetekkel kapcsolatban fogalmazzák meg.

## Génmódosított állatok
A laboratóriumi állatok, így például az ecetmuslica, a házi egér és a vándorpatkány sokféle transzgenikus alakját hozták létre tudományos kísérletek céljából. Szintén tudományos kísérletek céljára hozták létre a zebradánió vörös, sárga, vagy zöld színben fluoreszkáló formáit, de ezeket már díszállatként is forgalmazzák.
Az ún. Enviropig egy transzgenikus disznófajta, melynek ürüléke más disznókéhoz képest környezetbarát, mert csökkent mértékben tartalmaz foszfátokat. Kifejlesztői azt remélik, hogy elterjedése esetén a folyókat és tavakat kevésbé fenyegeti majd az eutrofizálódás veszélye. (Az édesvizek eutrofiációjának fő oka a foszfát-szennyezés.)
A BioSteel egy különleges rostos anyag, amelyet a pókháló fehérjéire emlékeztető alapanyagból készítenek. A nyersanyagot transzgenikus kecskék tejéből vonják ki.

## Génmódosított emberek
Az emberi genom módosításának a nyilvános szakirodalomban is leírt módszerei nem az ivarsejtek vagy a zigóta, hanem a szomatikus (testi) sejtek genetikai módosítására irányulnak. E változások tehát nem öröklődnek.
Az ember genomjának gyógyászati célból való módosítását genetikai terápiának, vagy röviden génterápiának nevezik.
A sportteljesítmények genetikai manipulációval való, illegális fokozása, az úgynevezett géndopping ma már súlyosan veszélyezteti a versenysport tisztaságát.